# Team Factor
Team Factor je počítačová hra od českého studia 7FX. Vyšla 11. května 2002. Byla zamýšlena jako konkurence zahraničnímu Counter-Strike. Oproti němu však obsahuje řadu odlišností jako například přítomnost singleplayeru a třetí strany.
Hra byla ve vývoji od roku 2000. O finanční zabezpečení projektu se postarala společnost I.C.C.C., působící na trhu informačních a komunikačních technologií. Pod zmíněnou společnost 7FX spadalo. Na hře pracovalo 9 až 14 lidí. K vývoji využil 7FX svůj vlastní engine LightForce. V západní Evropě hra vyšla pod názvem U.S. Special Forces: Team Factor.

## Hratelnost
Team Factor má hratelnost podobnou Counter-Strike. Je zde však řada odlišností. Například hráč má zbraň vždy přidělenou a nedokupuje si ji. Také jsou zde tři strany – americké speciální jednotky (modrý tým), ruští Specnaz (červený tým) a teroristé (černý tým). Na každé mapě má každá strana nějaký úkol, který musí splnit, aby vyhrála. Hra také obsahuje hru pro jednoho hráče. Ta se od multiplayeru liší tím, že hráč nehraje proti živým nepřátelům, ale proti botům. Dále hra obsahuje RPG prvky.

## Přijetí
Hra byla přijata rozporuplně, až negativně. Byla kritizována za svoji grafiku, hratelnost a také za UI botů.